# تپه اطراف شهر سوخته ۲۹۹
تپه اطراف شهر سوخته شماره ۲۹۹ در شهرستان زابل، بخش شیب آب، دهستان لوتک، روستای حومه شهر سوخته، ۱۶/۹۰۰ کیلومتری پایگاه باستان‌شناسی شهر سوخته واقع شده و این اثر در تاریخ ۲۳ بهمن ۱۳۸۵ با شمارهٔ ثبت ۱۷۲۹۷ به‌عنوان یکی از آثار ملی ایران به ثبت رسیده است.